# Скотт Бредлі
Скотт Бре́длі (англ. Scott Bradley; нар. 26 листопада 1891, Рассвелвіль, Арканзас, США — 27 квітня 1977, Лос-Анджелес, США) — американський композитор, піаніст і диригент.

## Біографія
Бредлі здобув популярність під час роботи на студії Metro-Goldwyn-Mayer (MGM), де складав музику до мультфільмів «Том і Джеррі», Пес Друпі, Ведмідь Барні і багатьом короткометражним роботам Текса Ейвері.
Бредлі навчався в консерваторії під керівництвом Арнольда Шенберга. Вперше він написав музику на початку 30-х для Юба Айверкса, аніматора, який раніше працював з Волтом Діснеєм, а згодом відкрив власну студію. У 1934 році Бредлі почав складати для Х'ю Гармана і Руді Ізінга, які виробляли короткометражні мультфільми для MGM. У 1937 році Бредлі був найнятий MGM на постійній основі і залишався там до виходу на пенсію.
Його ранні стилі включали фрагменти з популярних і традиційних мелодій: це було звичайною практикою для музики до анімації. Однак, наприкінці 1940-х років композиції і оркестровки Скотта Бредлі стали оригінальними і складними, часто з використанням дванадцятитонової техніки (цей метод був розроблений його вчителем Шенбергом).
Бредлі вийшов на пенсію в 1957 році, коли MGM закрило свій анімаційний відділ. Він помер 27 квітня 1977 року в Чатсворті, районі Лос-Анджелеса.